# Chevrolet Corvair
O Chevrolet Corvair foi um automóvel produzido pela Chevrolet entre 1960 e 1969. O modelo foi oferecido em diversas versões de sua estrutura, incluindo o sedan com 4 portas, coupé e conversível com duas portas, e uma station wagon (perua). Também teve uma série construída como carro de passageiros, estilo uma Van compacta chamada Greenbrier similar ao Volkswagen Kombi. Veículos comerciais derivados do modelo também foram desenvolvidos, como PickupS e mini-vans, conhecida em Portugal como carrinha de gama.
Foram construído no período de sua fabricação (apenas 9 anos, 1960-1969), cerca de 1.786,243 de carros.